# Gaius Vibius Pansa (Münzmeister)
Gaius Vibius Pansa war ein römischer Politiker der späten Republik.
Er war Münzmeister im Jahr 90 v. Chr. Als Parteigänger der Popularen und Anhänger des Gaius Marius wurde er während der Diktatur des Optimaten Sulla proskribiert. Er war der Vater (vermutlich Adoptivvater) des späteren Konsuls Gaius Vibius Pansa Caetronianus.
Ein in seinem Namen geprägter Denar zeigt auf der Vorderseite den Kopf des Gottes Apoll, auf der Rückseite die Göttin Minerva auf einer Quadriga. Dieser Denar und zwei weitere mit der Minerva in der Quadriga sollen an die ersten Siege im 3. Bundesgenossenkrieg erinnern. Zwei weitere Denare zeigen eine bärtige Pan- und eine bärtige Silenmaske auf ihren gegenüberliegenden Seiten. Zudem wurden drei verschiedene Bronzenominale ausgeprägt (As, Semis, Quadrans).